# Fundo Nacional de Saúde
O Fundo Nacional de Saúde (FNS) é o órgão gestor dos recursos financeiros do Ministério da Saúde (MS). Está sob a governança da Secretaria Executiva do ministério. Faz a destinação do custeio, investimento e financiamento de despesas com entidades da administração direta e indireta do Sistema Único de Saúde (SUS), como os estados, municípios e o Distrito Federal. Dentre as modalidade de transferência de recursos que aplica, estão a transferência fundo a fundo, convênios, contratos de repasse e termos de cooperação. O FNS foi instituído pelo Decreto Nº 64.867, de 24 de julho de 1969, e 45% de sua receita é proveniente dos recursos do seguro DPVAT, além de percentuais fixos da arrecadação de estados, municípios e da União, como define a Lei Complementar nº 141, de 13 de janeiro de 2012, e do ressarcimento das operadoras de planos de saúde.